# Shani Davis
Shani Earl Davis (* 13. August 1982 in Chicago, Illinois) ist ein ehemaliger US-amerikanischer Eisschnellläufer.

## Werdegang
Davis beherrschte bereits im Alter von drei Jahren das Rollschuhlaufen und begann im Alter von sechs Jahren mit dem Eisschnelllaufen. Dabei lief er sowohl auf den langen Bahnen wie auch im Shorttrack. 1999 schaffte er es in die US-Nationalteams beider Sportarten. Im Jahr 2000 nahm er erstmals an Junioren-Weltmeisterschaften im Eisschnelllauf teil und war 2002 Teilnehmer der Olympischen Spiele in Salt Lake City.
Seinen Durchbruch erlebte Davis 2004, als er bei den Einzelstreckenweltmeisterschaften in Seoul Weltmeister über 1500 Meter wurde und bei der Mehrkampfweltmeisterschaft in Hamar die Silbermedaille gewann. 2005 stellte Davis Weltrekorde über 1500 Meter sowie 1000 Meter auf und wurde erstmals in Moskau Weltmeister im Mehrkampf. Er verteidigte diesen Titel 2006 in Calgary.
Bei den Olympischen Winterspielen 2006 in Turin wurde Davis Olympiasieger über 1000 Meter. Er war damit der erste schwarze Olympiasieger in einer Einzelsportart bei Winterspielen. Auf seiner Weltrekordstrecke der 1500 Meter errang Davis Silber hinter dem italienischen Überraschungsolympiasieger Enrico Fabris. Die Einzelstreckenweltmeisterschaften in Salt Lake City schloss Davis 2007 mit Goldmedaillen über 1000 Meter und 1500 Meter ab. 2008 in Nagano erkämpfte er über 1000 Meter einen weiteren Titel. 2009 siegte er in Vancouver über 1500 Meter.
2009 gewann Davis in Moskau den Titel bei der Sprintweltmeisterschaft. Nach Eric Heiden wurde Davis damit der erste Mann, der sowohl den Titel bei den Mehrkampfweltmeisterschaften wie auch den Sprintweltmeisterschaften erringen konnte. Für seine Erfolge im Jahr 2009 zeichnete man ihn mit der Oscar Mathisen Memorial Trophy aus. Bei den Olympischen Winterspielen 2010 in Vancouver wiederholte Davis seine Resultate der letzten Olympischen Spiele. Er gewann Gold über 1000 Meter und Silber über 1500 Meter, diesmal hinter dem Niederländer Mark Tuitert. Bei den Einzelstreckenweltmeisterschaften 2011 in Inzell lief der Amerikaner zu Gold über 1000 Meter und im Team und holte damit seinen sechsten Einzeltitel bei den Einzelstreckenweltmeisterschaften und seinen siebten insgesamt.
Davis gewann 60 Weltcuprennen und lief insgesamt sieben Weltrekorde über seine Spezialstrecken 1000 Meter und 1500 Meter. Mit seinen Zeiten von 1:06,42 über 1000 Meter und 1:41,04 über 1500 Meter ist er aktueller Weltrekordhalter über diese Distanzen. Bei der Mehrkampf-WM 2006 in Calgary stellte er mit 145,742 Punkten den bis heute gültigen Weltrekord im Großen Vierkampf auf. Davis’ Höchstwert im Adelskalender beträgt 144,806 Punkte, damit führte er ihn bis zum März 2019 an.
Im November 2019 teilte er seinen Rücktritt vom aktiven Sport mit.

## Persönliche Bestzeiten
| Strecke  | Zeit         | Datum             | Ort            |
| -------- | ------------ | ----------------- | -------------- |
| 500 m    | 34,78 s      | 6. März 2009      | Salt Lake City |
| 1000 m   | 1:06,42 min¹ | 7. März 2009      | Salt Lake City |
| 1500 m   | 1:41,04 min¹ | 11. Dezember 2009 | Salt Lake City |
| 3000 m   | 3:46,25 min  | 6. Oktober 2012   | Salt Lake City |
| 5000 m   | 6:10,49 min  | 18. März 2006     | Calgary        |
| 10.000 m | 13:05,94 min | 19. März 2006     | Calgary        |

¹ = Weltrekord